# Ciclismo nos Jogos Olímpicos de Verão da Juventude de 2010
A competição de ciclismo nos Jogos Olímpicos de Verão da Juventude de 2010 foi disputada entre 17 e 22 de agosto na Plataforma Flutuante Marina Bay e no Tampines Bike Park, com um formato de disputa particularmente criado para essa competição. Consistiu de apenas uma prova, disputada por equipes mistas, e que envolveu as disciplinas de estrada, pista, mountain bike e BMX.
Trinta e duas equipes participaram da competição, cada uma formada por três rapazes e uma moça. Cada um dos três rapazes competiu em um dos três eventos: cross-country (mountain bike), contra o relógio (pista) e BMX. A integrante feminina competiu nos três eventos. Na última etapa toda a equipe participou da prova de estrada e as que acumularam mais pontos ao final ficaram com as medalhas.

## Calendário
| Agosto   | 14 | 15 | 16 | 17 | 18 | 19 | 20 | 21 | 22 | 23 | 24 | 25 | 26 |
| -------- | -- | -- | -- | -- | -- | -- | -- | -- | -- | -- | -- | -- | -- |
| Ciclismo |    |    |    |    |    |    |    |    | 1  |    |    |    |    |

|  | Dia de competição |  | Dia de final |

## Medalhistas
| Evento                             | Ouro                                                                       | Prata                                                                     | Bronze                                                                                        |
| ---------------------------------- | -------------------------------------------------------------------------- | ------------------------------------------------------------------------- | --------------------------------------------------------------------------------------------- |
| Equipes mistas combinadas detalhes | COL Colômbia Jessica Lergada Jhonnatan Botero Brayan Ramírez David Oquendo | ITA Itália Alessia Bulleri Andrea Righettini Nicolas Marini Mattia Furlan | NED Países Baixos Maartje Hereijgers Thijs Zuurbier Friso Roscam Abbing Ijpeij Twan van Gendt |

## Quadro de medalhas
| Ordem | País              | Medalha de ouro | Medalha de prata | Medalha de bronze |   |
| ----- | ----------------- | --------------- | ---------------- | ----------------- | - |
| 1     | COL Colômbia      | 1               |                  |                   | 1 |
| 2     | ITA Itália        |                 | 1                |                   | 1 |
| 3     | NED Países Baixos |                 |                  | 1                 | 1 |
| TOTAL | TOTAL             | 1               | 1                | 1                 | 3 |